# Avril 1831

## Événements
- Accords de paix entre l’Asante, les autres territoires de la Gold Coast et les Britanniques.

- 1er avril, France : rassemblements tumultueux au Châtelet, au Pont au Change et sur le quai aux Fleurs, qui se reproduisent le lendemain en s'étendant à tout le quartier.
- 2 avril : alors que la société française est en proie à des agitations et mouvements divers (tel le sac de l'archevêché à Paris en février), Tocqueville et Beaumont s'embarquent au Havre pour les États-Unis. Dès la traversée, Tocqueville rédige un journal de voyage.
- 5 avril - 15 juin, France : cinq procès pour émeutes, complots, insurrection. Les accusés qui ne contestent pas les faits sont acquittés par les jurys.
- 7 avril : l'empereur Pierre Ier du Brésil, devenu très impopulaire, est contraint d'abdiquer, en faveur de son fils Pedro de Alcantara, âgé de cinq ans, qui prend le nom de Pierre II du Brésil (fin de règne en 1840). Celui-ci, né au Brésil après l'indépendance était un véritable Brésilien, mais son accession au trône marqua cependant le début d'une période d'instabilité politique.
  - Dom Pedro rentre au Portugal où ils se consacre exclusivement aux droits de sa fille dona Maria II, qu’il remplace sur le trône en 1834. Il meurt la même année à l’âge de 36 ans.
  - Au Brésil, un conseil de régence de trois membres est choisi par le Parlement, deux équipes se succédant à deux mois d’intervalle.
- 8 avril, France : le vote de la Chambre des députés sur les douzièmes provisoires montre une large confiance à l’égard du gouvernement : 227 voix pour contre 32 contre.
- 10 avril, France : loi renforçant les mesures contre les attroupements.
- 15 avril, France : la loi électorale exige une contribution minimale de 200 F pour être électeur. Poursuivi pour une proclamation républicaine, Cavaignac est acquitté.
- 15 - 16 avril : à Paris, les manifestations organisées à l’occasion du procès devant la cour d’assises de quelques meneurs républicains dont Godefroy Cavaignac, Guinard, Audry fils, sont vigoureusement dispersées par la Garde nationale associée à l’armée.
- 18 avril : à Madrid (Espagne), alternative de Francisco Montes dit « Paquiro », matador espagnol.
- 19 avril, France : promulgation de la loi sur les élections législatives qui abaisse le cens électoral de 300 à 200 francs de contributions directes et le cens d'éligibilité de 1,000 à 500 francs.
- 27 avril : début du règne de Charles-Albert de Savoie-Carignan, roi de Piémont. Partagé entre la haine de l’Autriche et la méfiance pour les milieux « subversifs » conserve la tradition du despotisme éclairé et tente de réformer le Piémont. Il introduit de nouveaux codes, crée un Conseil législatif, supprime les droits féodaux en Sardaigne et abaisse les tarifs douaniers. Il s’entoure de modérés (Barbaroux, Caccia).
- 28 avril - 1er juin : élections générales au Royaume-Uni[1].

## Naissances
- 1er avril : Wilhelm Deecke (mort en 1897), professeur et philologue allemand.
- 12 avril : Constantin Meunier, peintre et sculpteur belge († 4 avril 1905).
- 15 avril : Eugène Poubelle, préfet parisien († 1907).

## Décès
- 11 avril : Émilie Bounieu (née en 1768), peintre française.
- 14 avril : Alexandre Camille Taponier, général français.
- 19 avril : Johann Gottlieb Friedrich von Bohnenberger (né en 1765), astronome, mathématicien et physicien allemand.